# Bunomys karokophilus
Bunomys karokophilus — вид пацюків (Rattini), ендемік Сулавесі, Індонезія.

## Морфологічна характеристика
Довжина голови й тулуба 155–190 мм, довжина хвоста 150–205 мм, довжина задніх лап 36–42 мм, довжина вух 22–25 мм, вага до 175 грамів. Волосяний покрив довгий, гладкий і пухнастий. Спинні частини темно-сірі з жовтуватими відблисками, а нижня частина варіюється від темно-сірувато-білого до темно-сірого. Мордочка відносно коротка. Вуха відносно короткі, темно-коричневі та злегка посипані дрібними волосками. Зовнішня частина ніг варіюється від темно-сірої до коричнювато-сірої з рожевими пальцями. Хвіст трохи коротший за голову й тулуб, зверху коричнювато-сірий, черевна частина і кінчик білі.

## Середовище проживання
Усі відомі екземпляри виду походять із трьох областей: верхів'я Сунгай Садаунта (823–1006 м над рівнем моря), притока на правій стороні більшого Сунгай Міу; Томадо, поблизу Данау Лінду (1000 м над рівнем моря); і Сунгай Токарару (1150 м над рівнем моря) у вододілі Данау Лінду. Усі місця знаходяться в північній частині західно-центрального гірського масиву Пропінсі Сулавесі Тенгах Індонезія. Цей вид населяє первинні тропічні низинні вічнозелені дощові ліси на берегах річок і не був захоплений на лісистих схилах пагорбів чи на хребтах подалі від струмків. Вид веде наземний, нічний спосіб життя, і його раціон переважно складається з Auricularia delicata (кароко), і значно меншою мірою безхребетних, хребетних і фруктів.

## Загрози й охорона
Загрози для цього виду невідомі, однак, постійна втрата лісового середовища існування на Сулавесі, ймовірно, буде загрозою для цього виду. Ряд місць, де цей вид був зареєстрований у 1970-х роках, більше не заліснені. Вид зустрічається в національному парку Лоре Лінду.